# Língua gagaúza
A língua gagauz (gagauz dili) é uma língua turcomana, falada principalmente pelos gagaúzes, sendo a língua da região autônoma da Gagaúzia, Moldávia. São dois os seus dialetos: Bulgar Gagauzi e Gagauzi Marítimo.  Esse Gagauz não deve ser confundido com o gagauz turco-balcânico. 

## Escrita
Originalmente era usado alfabeto grego. A partir de 1957, passou a ser usado o alfabeto cirílico. O presente Alfabeto Gagauz é uma adaptação do alfabeto latino. Esse é o alfabeto usado pela língua turca com a adição de duas letras:  ⟨ä⟩ para representar o som  [æ] (como ⟨ə⟩ da escrita Azeri) e ⟨ț ou ţ⟩para o som [ts] (da língua romena).

### Alfabeto latino
| А а | Ä ä | B b | C c | Ç ç | D d | Е е | F f |
| G g | H h | I ı | İ i | J j | K k | L l | M m |
| N n | O o | Ö ö | Р р | R r | S s | Ş ş | T t |
| Ț ț | U u | Ü ü | V v | Y y | Z z |     |     |

### Alfabeto cirílico (histórico)
| А а | Ä ä | Б б | В в | Г г | Д д | Е е | Ё ё |
| Ж ж | Ӂ ӂ | З з | И и | Й й | К к | Л л | М м |
| Н н | О о | Ö ö | П п | Р р | С с | Т т | У у |
| Ӱ ӱ | Ф ф | Х х | Ц ц | Ч ч | Ш ш | Щ щ | Ъ ъ |
| Ы ы | Ь ь | Э э | Ю ю | Я я |     |     |     |

## Amostra de texto
Em alfabeto latino
Insannar hepsi duuêrlar serbest hem birtakım kendi kıymetindä hem haklarında. Onnara verilmiş akıl hem üz da läazım biri-birinä davransınnar kardaşlık ruhuna uygun.
Em alfabeto cirílico
Ынсаннар хепси дууэрлар сербест хем биртакым кенди кыйметиндӓ хем хакларында. Оннара верилмиш акыл хем ӱз да лӓазым бири-биринӓ даврансыннар кардашлык рухуна уйгун.
Português
Todos os seres humanos nascem livres e iguais em dignidade e direitos. São dotados de razão e consciência e devem agir em relação uns aos outros com espírito de fraternidade. (Artigo 1º - Declaração Universal dos Direitos Humanos)

### Externas
- Ethnologue – língua Gagauz
- Canção Gagauz "Yaşa, Halkım!" por  Andrey İVANOV
- "A Concise Gagauz-English dictionary with etymologies and Azerbaijani and Turkmen cognates" by Andras Rajki
- [http://sozluk.gagauz.in/ Dicionário Russo-Gagauz Gagauz-Russo
- Gagauz em “Governpub
- Gagauz em Omniglot.com